# سوفی مارسو
سوفی مارسو (به فرانسوی: Sophie Marceau) با نام تولد سوفی دانیل سیلوی موپو (به فرانسوی: Sophie Danièle Sylvie Maupu) یک هنرپیشه اهل فرانسه است.

## زندگی و کار

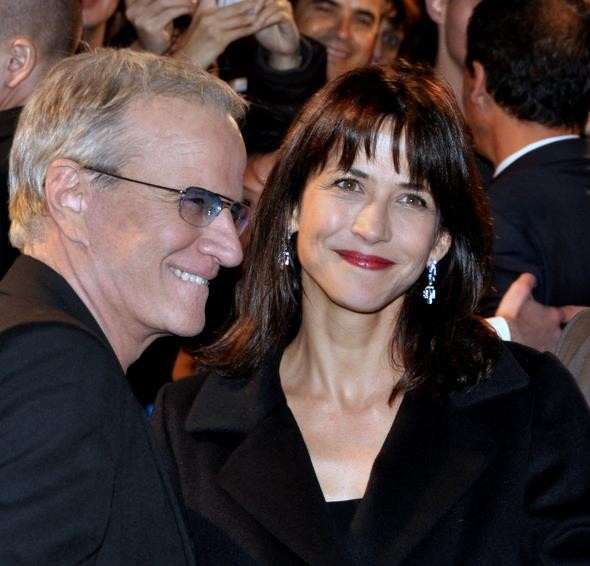
سوفی مارسو

در ۱۷ نوامبر ۱۹۶۶ در پاریس زاده شد. ابتدا برای کسب در آمد در یک آژانس تبلیغاتی برای کودکان و نوجوانان ثبت نام کرد. در سال ۱۹۸۰ در سن ۱۳ سالگی برای اولین بار در نقش نوجوانی رومانتیک و سرکش در فیلم لابوم بازی کرد که باعث شهرتش شد. در سال ۱۹۸۲ در لابوم۲ بازی کرد که سزار بهترین امیدهای سال را برایش به همراه داشت.
در سال ۱۹۸۳ در کنار ژرار دپاردیو در فیلم قلعه ساگان و ژان پل بلموندو در فیلم عید پاک مبارک ظاهر شد. با بازی در فیلم عشق می‌درخشد که با نقش‌های قبلی اش تفاوتی عمده داشت به سینمای بزرگسالان وارد شد تا دوباره اینبار در نقش یک بزرگسال همبازی ژرار دپاردیو در فیلم پلیس شود و از او یک سیلی واقعی بخورد. فیلم‌های تاریخی همچون دختر دارتن یان و مارکیز را تجربه کرد.
بازی در کنار مل گیبسون در فیلم شجاع دل در سال ۱۹۹۵ درهای هالیوود را بر او گشود و بازی در فیلم‌های آنا کارنینا و فیلمی از سری جیمز باند بنام دنیا کافی نیست از مایکل آپتد را به دنبال داشت که این نقش آفرینی‌ها موقعیت او را به عنوان یک ستاره بین‌المللی تقویت کرد.
در سال ۲۰۰۲ اولین فیلمش را با نام با من از عشق حرف بزن را کارگردانی کرد که جایزه بهترین کارگردانی جشنواره بین‌المللی فیلم مونترال را نصیبش کرد.
اولین رمانش را با نام دروغگو در سال ۱۹۹۶ منتشر کرد و هم‌زمان نقاشی و خوانندگی را دنبال کرد. او همچنین سرپرست انجمن رنگین کمان است که با هدف کمک به کودکان بیمار تأسیس شده.
در سال ۲۰۰۹ نقش مادر یک نوجوان سرکش را در فیلم لول LOL بازی کرد که موفقیت تجاری بزرگی در فرانسه به دنبال داشت. در همین سال با مونیکا بلوچی در فیلم پشت سرت را نگاه نکن که در جشنواره فیلم کن هم به نمایش در آمد همبازی شد.
او همچنین در فیلم شادی هرگز به تنهایی نمی‌آید بازی کرده‌است.

## زندگی خصوصی
در سال ۱۹۸۱ با کارگردان لهستانی آندژی ژووافسکی که ۲۶ سال از خودش بزرگتر بود ازدواج کرد و بعد از ۱۷ سال زندگی مشترک در سال ۲۰۰۱ از هم جدا شدند. پسرش وینست متولد ۱۹۹۵ حاصل این ازدواج است. در جریان فیلم دنیا کافی نیست با تهیه‌کننده فیلم جیم لملی آشنا شد که دخترش ژولیت حاصل این آشنایی است. از سال ۲۰۰۷ تا سال ۲۰۱۴ با کریستوفر لمبرت هنرپیشه فرانسوی زندگی می‌کرد.

## فیلم‌شناسی
فهرست برخی از فیلم‌هایی که سوفی مارسو در آن‌ها به ایفای نقش پرداخته است:
- مهمانی-۱۹۸۰
- مهمانی ۲-۱۹۸۲
- فورت ساگان-۱۹۸۴
- عشق جنون‌آمیز-۱۹۸۵
- پلیس-۱۹۸۵
- دانش آموز-۱۹۸۸
- چوآنس!-۱۹۸۸
- شب‌های من زیباتر از روزهای توست-۱۹۸۹
- پسیفیک پالسیدس-۱۹۹۰
- برای ساشا-۱۹۹۱
- فان‌فان-۱۹۹۳
- انتقام تفنگداران-۱۹۹۴
- شجاع‌دل-۱۹۹۵
- فراسوی ابرها-۱۹۹۵
- آنا کارنینا-۱۹۹۷
- مارکیز-۱۹۹۷
- نورآتش-۱۹۹۷
- گمشده و پیداشده-۱۹۹۹
- دنیا کافی نیست-۱۹۹۹
- رؤیای شب نیمه تابستان-۱۹۹۹
- وفاداری-۲۰۰۰
- بلفگور، شبح موزه لوور-۲۰۰۱
- با من از عشق بگو-۲۰۰۲ (کارگردان)
- الکس و اما-۲۰۰۳
- نلی-۲۰۰۴
- آنتونی زیمر-۲۰۰۵
- پیش پا افتاده-۲۰۰۷
- نمایندگان زن-۲۰۰۸
- خندیدن با صدای بلند-۲۰۰۸
- آن‌سوی زندگی-۲۰۰۸
- کارتاگنا-۲۰۰۹
- به گذشته نگاه نکن-۲۰۰۹
- با عشق ... از عصر دلیل-۲۰۱۰
- شادی هرگز به تنهایی نمی‌آید-۲۰۱۲
- منو متوقف کن-۲۰۱۳
- عشق کوانتومی-۲۰۱۴
- مبلغان-۲۰۱۴
- پرندگان زندان-۲۰۱۵
- خانم میلز-۲۰۱۸